# 오사카역
오사카역(일본어: 大阪駅 오사카에키[*])은 일본 오사카부 오사카시 기타구에 있는 서일본 여객철도 (JR 서일본)의 철도역으로 지하역은 2023년에 개통되었다.

## 개요
도쿄·규슈 방면에의 신칸센과, 난키·간사이 공항 방면의 특급의 경우 1964년 개업한 신오사카역에 터미널 역으로서의 기능을 넘겨주었지만, 현재도 호쿠리쿠 방면에의 특급, 급행 열차의 시종착역이며, 신쾌속을 시작으로 게이한신 지구의 도시간 연결 열차와 북 긴키 지방, 산인 방면에의 특급, 규슈, 니가타, 아오모리, 홋카이도 방면의 침대 특급등의 재래선 특급이 발착하는 역으로, 오사카의 현관이라는 지위를 이어나가고 있는, 서일본 최대의 역이다. 오사카의 중심지인 우메다에 위치하고 있기 때문에, 역전에는 번화가가 넓게 펼쳐져 있다.
JR의 특정 도·구·시내 제도에 따라서 '오사카 시내'에 속한 역으로 되어 있으며, 운임 계산에서 중심역이 된다.
인접하는 한신 전기 철도·한큐 전철·오사카시 고속 전기궤도의 우메다역, 오사카시 고속 전기궤도의 니시우메다역 및 히가시우메다역, JR 도자이 선 기타신치역도 사실상의 같은 역이다.

## 접속하는 철도 노선
- 서일본 여객철도 (JR 서일본)
  - 도카이도 본선 (교토 방면 : JR 교토 선, 히메지 방면 : JR 고베 선)
  - 후쿠치야마 선 (JR 다카라즈카 선) ※후쿠치야마 선의 기점은 아마가사키 역이나, JR 다카라즈카 선의 기점은 오사카 역이다.
  - 오사카 순환선
  - JR 교토 선과 JR 고베 선은 안내·운행 계통 상의 명칭이며, 이 역을 기점으로 나뉘어 있지만, 운행 계통은 상호 직통 운전으로 일체화되어 있다. 또, JR 다카라즈카 선의 열차도 각 역 정차에 한하여 JR 교토 선에 상호 직통 운전하고 있다.

이하의 역들은 가까운 위치에 있으며, 접속 업무를 시행하고 있다 (환승 가능, 사실상의 동일 역).
- 서일본 여객철도 (JR 서일본)
  - JR 도자이 선 - 기타신치역
- 오사카시 고속 전기궤도
  - 미도스지선 - 우메다역
  - 다니마치선 - 히가시우메다역
  - 요쓰바시선 - 니시우메다역
- 한신 전기 철도
  - 본선 - 오사카우메다역
- 한큐 전철
  - 교토 본선·고베 본선·다카라즈카 본선 - 오사카우메다역

## 역 구조
각 플랫폼과 노선은 고가 위에 동서 방향으로 뻗어 있다. 7면 13선의 플랫폼이 있었지만, 현재는 개선 공사로 5면 10선이 되었다. 개선 공사 완료 후에는 6면 11선이 될 예정.
개찰구는 모두 1층에 있으며, 대형 개찰구로는 미도스지 개찰구, 남쪽 개찰구, 중앙 개찰구, 사쿠라바시 개찰구가 있다. 중앙 개찰구와 사쿠라바시 개찰구는, 개찰내의 반 정도가 그 중 2층의 환승통로로 되어있다. 미도스지 개찰구와 중앙 개찰구에는 남북으로 뻗은 개찰구 바깥의 콩코스가 있으며, 양단에는 역의 출입구가 위치한다. 각각 미도스지 남·북쪽 출구, 중앙 출구, 중앙 북쪽 출구라고 불린다 (덧붙여, 중앙 북쪽 출구는 역 개량 공사로 인하여 원래 위치보다 동쪽에 위치한 가설 통로로 되어있다.) 미도스지 남·북쪽 출구, 중앙 출구, 사쿠라바시 출구에는 지하가와 한큐, 한신, 지하철의 우메다역을 잇는 계단과 에스컬레이터가 있다.
역의 남측에는 27층, 122.3미터의 역 빌딩인 '아쿠티 오사카'가 있다. 또, 개량 공사에 수반해 임시 역사로 역의 동측에 '플로트 코트', 서쪽에 '여행 코트'가 설치되었다. 북측에도 역 빌딩이 있어 음식점 등이 들어섰었지만, 개량 공사로 인하여 해체되었다. 역 구내에는 상업 시설이 다수 위치하고 있으며, 오사카 순환선 플랫폼 (1, 2번 승강장)에도 음식점이나 편의점이 들어서 있다.
대규모의 지하가가 있는 우메다 지구가 있으면서도, 지하에 존재하는 부분은 한정되어 있다. 지하가 존재하는 부분은 아쿠티 오사카와 그 근처에 동서로 뻗어 있는 전문점 거리 '크로스트' 뿐이다. 남북에 역을 횡단하는 지하 통로와 지하 개찰구는 존재하지 않으며, 현재 행하고 있는 개량 공사에서도 설치할 예정은 없다.

### 개량 공사
2004년부터, 역의 배리어 프리화, 개찰구 신설, 역 빌딩 건설 등을 중심으로 하는 역 개수 공사가 진행되고 있다. 주된 공사 내용은 이하에 따르며, 2011년까지 완성을 목표로 한다.
- 북단의 구 10, 11번 승강장을 폐지하고, 북쪽 빌딩을 해체하고 그 위치에 새로운 역 빌딩을 건설한다.
- 플랫폼 상에 교상 역사를 건설하며, 개찰구, 남북 자유통로를 신설.
- 플랫폼과 교상 역사를 덮는 돔 지붕을 세운다.
- 미도스지 개찰구 중 2층 통로를 폐지한다.
- 엘리베이터, 에스컬레이터를 증설한다.
- 남측의 역 빌딩 '아쿠티 오사카'를 증상한다.

새로운 북쪽 빌딩의 건설
플랫폼의 개량
안내 사인

### 승강장

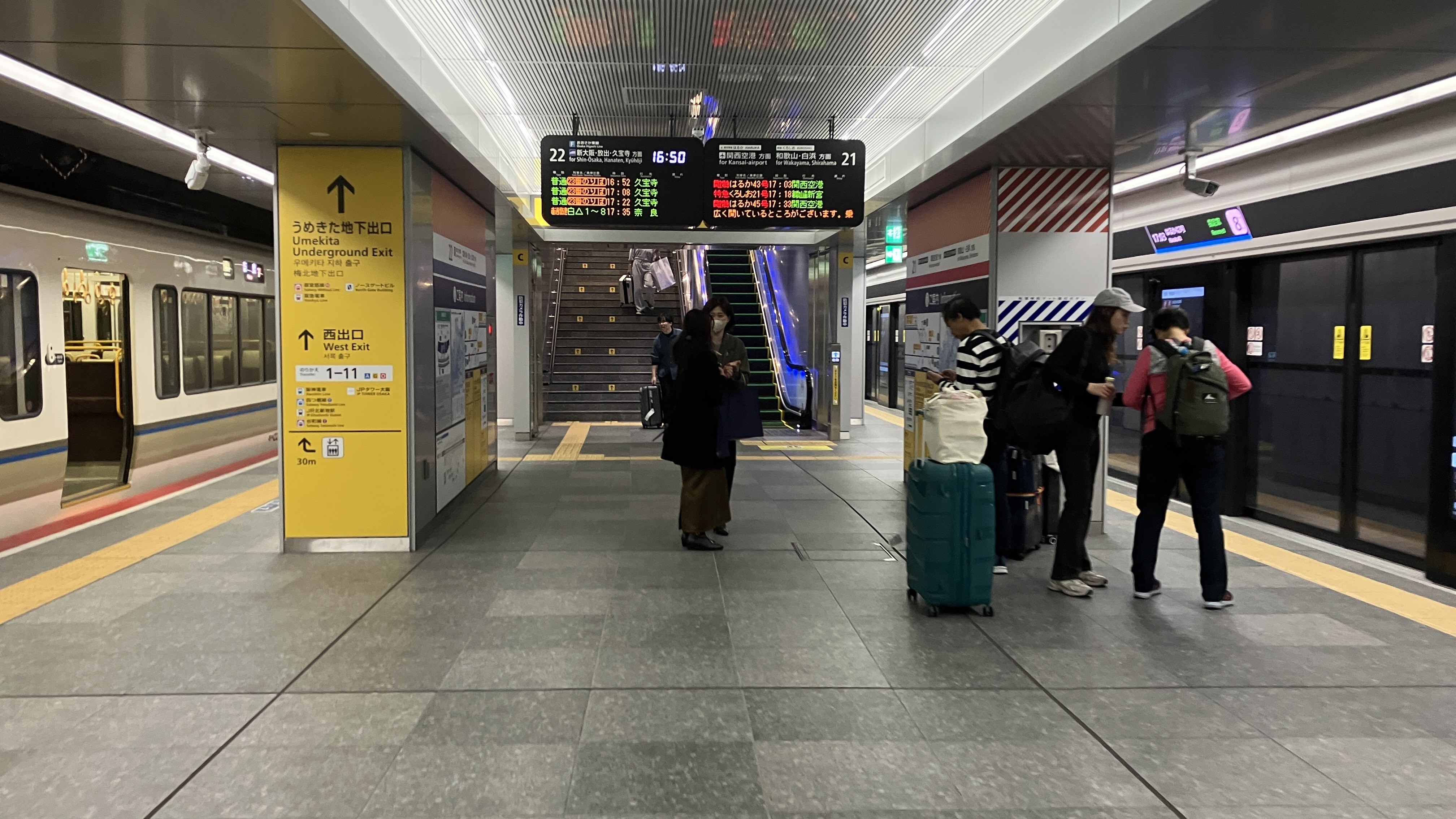
21 22번 승강장
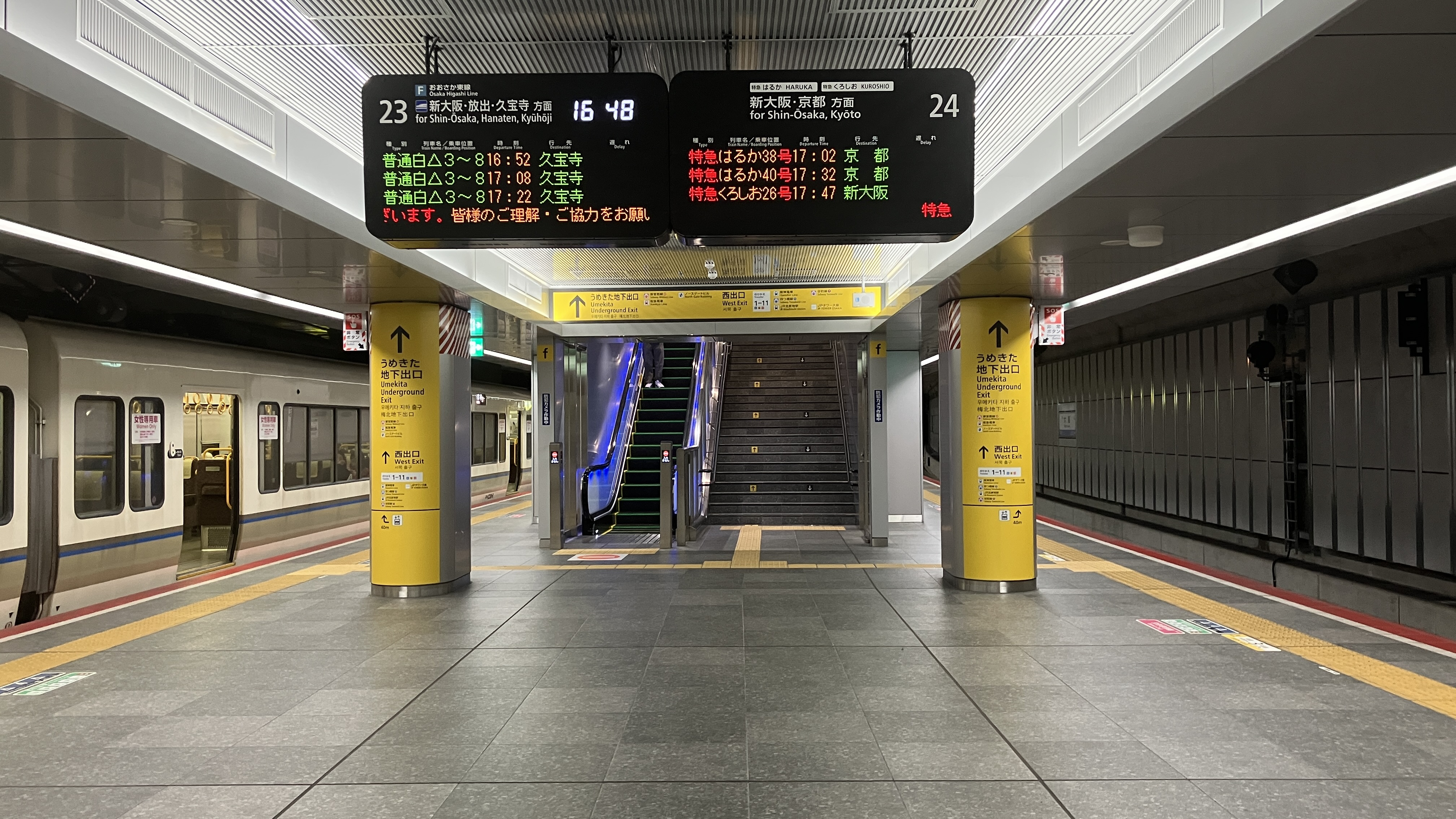
23 24번 승강장

| 지상 승강장 |                                                                           |                                                               |                                                            |
| 1           | ■ 오사카 순환선 (내선 순환)                                               | ■ 보통                                                        | 니시쿠조·벤텐초·신이마미야·덴노지 방면                     |
| 1           | ■ JR 유메사키 선 직통                                                     | ■ 보통                                                        | 유니버설 시티·사쿠라지마 방면                              |
| 1           | ■ 야마토지 선 직통                                                        | ■ 구간쾌속·■ 야마토지 쾌속 ■ 야마토지 라이너                  | 나라·가모·다카다·고조 방면                                 |
| 1           | ■ 한와 선 직통                                                            | ■ 직통쾌속·■ 기슈지 쾌속                                      | 오토리·히네노·와카야마 방면                                |
| 1           | ■ 간사이 공항선 직통                                                      | ■간사이 공항 쾌속                                             | 린쿠 타운 역·간사이 공항 방면                              |
| 2           | ■오사카 순환선 (외선 순환)                                                |                                                               | 교바시·모리노미야·쓰루하시·덴노지 방면                     |
| 3           | □ 특급 '기타긴키'                                                         | □ 특급 '기타긴키'                                             | 후쿠치야마·도요오카·기노사키 온천 방면 (아침 및 저녁 이후) |
| 3           | □ 특급 '탱고 익스플로러'                                                  | □ 특급 '탱고 익스플로러'                                      | 미야즈·아마노하시다테·구미하마 방면                        |
| 3           | □ 특급 '슈퍼 하쿠토'                                                      | □ 특급 '슈퍼 하쿠토'                                          | 돗토리·구라요시 방면 (지즈 급행 철도 경유)                 |
| 3           | ■ JR 다카라즈카 선                                                        | ■ 쾌속 (심야 일부) ■ 당역 시발 보통 (아침 일부)               | 이타미·다카라즈카·신산다·사사야마구치·후쿠치야마 방면      |
| 3           | ■ JR 고베 선                                                              | ■ 신쾌속 (평일 저녁 시발)                                     | 산노미야·니시아카시·히메지·반슈아코 방면                   |
| 4           | □ 특급 '기타긴키'                                                         | □ 특급 '기타긴키'                                             | 후쿠치야마·도요오카·기노사키 온천 방면 (낮 시간대)         |
| 4           | □ 특급 '문주'                                                             | □ 특급 '문주'                                                 | 후쿠치야마·미야즈·아마노하시다테 방면                      |
| 4           | □ 특급 '하마카제'                                                         | □ 특급 '하마카제'                                             | 카즈미·하마사카·돗토리 방면 (반탄 선 경유)                 |
| 4           | □ 침대특급 '하야부사·후지'                                                | □ 침대특급 '하야부사·후지'                                    | 구마모토·오이타 방면                                       |
| 4           | ■ JR 다카라즈카 선                                                        | ■ 쾌속·■ 단바지 쾌속 ■ 당역 시발 보통                         | 이타미·다카라즈카·신산다·사사야마구치·후쿠치야마 방면      |
| 4           | ■ JR 고베 선                                                              | ■ 신쾌속 (평일 아침, 저녁)                                    | 산노미야·니시아카시·히메지·반슈아코 방면                   |
| 5           | ■ JR 고베 선                                                              | ■ 쾌속·■ 신쾌속                                               | 산노미야·니시아카시·히메지·반슈아코 방면                   |
| 6           | ■ JR 고베 선                                                              | ■ 보통                                                        | 산노미야·니시아카시 방면                                   |
| 6           | ■ JR 다카라즈카 선                                                        | ■ 보통                                                        | 이타미·다카라즈카·신산다 방면                              |
| 7           | ■ JR 교토 선                                                              | ■ 보통                                                        | 신오사카·다카쓰키·교토 방면                                |
| 7           | ■ 고세이 선 직통                                                          | ■ 보통 (평일 아침, 저녁만)                                    | 가타타·오미마이코 방면                                     |
| 8           | ■ JR 교토 선                                                              | 主に■ 쾌속·■ 신쾌속                                           | 신오사카·다카쓰키·교토·마이바라·오가키·나가하마 방면       |
| 8           | ■ 고세이 선 직통                                                          | ■ 신쾌속                                                      | 가타타·오미이마즈·에이와라·쓰루가 방면                     |
| 9           | ■ JR 교토 선                                                              | ■ 쾌속·■ 신쾌속 (평일 아침, 저녁)                             | 신오사카·다카쓰키·교토·마이바라 방면                       |
| 9           | □ 특급 (기타긴키, 산요 지방에서의 신오사카·교토 행)                       |                                                               | 신오사카·다카쓰키·교토·마이바라 방면                       |
| 9           | □ 특급 '라이초'·'선더버드' (아침, 저녁의 일부)                            | □ 특급 '라이초'·'선더버드' (아침, 저녁의 일부)                | 후쿠이·가나자와·도야마 / 와쿠라 온천 방면                  |
| 10          | ■ JR 교토 선                                                              | ■ 쾌속·■ 신쾌속 (평일 아침, 저녁)                             | 신오사카·다카쓰키·교토·마이바라 방면                       |
| 10          | □ 특급 '비와코 익스프레스' □ (기타긴키, 산요 지방에서의 신오사카·교토 행) |                                                               | 신오사카·다카쓰키·교토·마이바라 방면                       |
| 10          | □ 침대특급 '니혼카이' □ 임시 침대특급 '트와일라잇 익스프레스'             | □ 침대특급 '니혼카이' □ 임시 침대특급 '트와일라잇 익스프레스' | 아키타·아오모리·삿포로 방면                                |
| 10          | □ 급행 '기타구니'                                                         | □ 급행 '기타구니'                                             | 가나자와·도야마·니가타 방면                                |
| 11          | □ 특급 '선더버드' (낮 시간대)                                             | □ 특급 '선더버드' (낮 시간대)                                 | 후쿠이·가나자와·도야마 / 와쿠라 온천 방면                  |
| 11          | □ 특급 '와이드 뷰 히다'                                                   | □ 특급 '와이드 뷰 히다'                                       | 마이바라·기후·다카야마 방면                                |
| 11          | □ 특급 '와이드 뷰 시나노'                                                 | □ 특급 '와이드 뷰 시나노'                                     | 마이바라·나고야·나가노 방면                                |
| 11          | □ 침대특급 '선라이즈 세토·이즈모'                                         | □ 침대특급 '선라이즈 세토·이즈모'                             | 시즈오카·요코하마·도쿄 방면                                |
| 지하 승강장 |                                                                           |                                                               |                                                            |
| 21          | □ 간사이 공항/와카야마 방면 특급                                          | □ 간사이 공항/와카야마 방면 특급                              | 간사이 공항 방면 「하루카」 와카야마 방면 「쿠로시오」     |
| 22          | ■ 오사카히가시 선                                                         | ■ 오사카히가시 선                                             | 신오사카·하나텐·규호지 방면                                |
| 23          | ■ 오사카히가시 선                                                         | ■ 오사카히가시 선                                             | 신오사카·하나텐·규호지 방면                                |
| 24          | □ 신오사카・교토 방면 특급                                                | □ 신오사카・교토 방면 특급                                    | 신오사카・교토 방면 「하루카」・「쿠로시오」               |

- 3·4번 승강장에서 발착하는 JR 다카라즈카 선의 열차는 쓰카모토역을 통과한다.
- 7·8번 승강장의 안내 표식에는 '신오사카, 다카쓰키, 교토 방면' 이라고 표시되어 있지만, 비와코 선·고세이 선의 안내는 없다. 이들 선구를 이용 시에는 주의가 필요.
- 발차 안내 표시판의 글자체는, 오사카 순환선이 명조체고, 그 이외 선구가 고딕체로 차이가 난다.
- 콩코스에 설치된 오사카 순환선의 안내 표시기는 내선 순환의 경우 쾌속 외에는 표시되지 않으며, 외선 순환은 모든 열차가 각역정차이기 때문에, 종별에 관계 없이 보통이라고 표시된다.
- 1·2번 승강장의 서측에는 회차용 선 2개가 설치되어 있어, 당역 종착의 열차의 회차 등에 사용된다. 유효장은 8량.
- 6·7번 승강장의 서측에는 회차용 선 1개가 설치되어 있다. 평소의 시각표 상에서는 사용하는 열차가 없지만, 시각표 혼란 등이 초래되는 경우에 사용되기도 한다. 유효장은 12량.

## 이용 현황
오사카 총계 연감 보관됨 2009-01-10 - 웨이백 머신 에 따르면 2006년도의 평균 승차 인원은 약 423,454명으로, 이 중에서 정기 이용객이 약 237,654명, 비정기 이용객이 약 185,800명으로 집계되었다. 이 수치는 JR 서일본 관내에서는 1위이다 (그 뒤는 교토역, 덴노지역, 교바시역, 산노미야역 등이 잇는다). 참고로, JR 그룹 전체에서는 신주쿠역이 757,013명 (2006년 조사 )으로 최다이다.
덧붙여, JR 서일본의 발표에 따르면 2007년도의 평균 승차 인원 수는 약 425,010명이었다.

## 역사

### 연표
- 1874년 5월 11일 - 일본국유철도의 역으로 개업 (고베역까지 철도 개통과 동시에). 여객 취급만 실시.
- 1874년 12월 1일 - 화물 취급 개시.
- 1876년 7월 26일 - 무코마치역까지의 노선 개통.
- 1889년 7월 1일 - 도쿄 ~ 고베간 철도 전선 개통으로, 도쿄까지 직통 운전 실시.
- 1895년 10월 17일 - 오사카 철도 덴노지 ~ 다마쓰쿠리 ~ 우메다간 (후의 조토 선) 개통.
- 1898년 4월 4일 - 니시나리 철도가 아지가와구치 역까지 (후의 니시나리 선) 개통.
- 1900년 6월 6일 - 간사이 철도의 오사카 철도 합병에 수반하여, 구 오사카 철도의 우메다역을 오사카역에 통합.
- 1901년 7월 - 2대 역사 완성. 고딕 풍의 석조역.
- 1908년 8월 1일 - 오사카 시영 전차 우메다 (오사카 역전) 정류소 개업.
- 1928년 12월 1일 - 신설된 우메다역으로 화물 업무 이관.
- 1934년 6월 1일 - 고가역화.
- 1934년 7월 20일 - 도카이도 본선 전철화.
- 1940년 6월 - 3대 역사 완성. 3층의 콘크리트제 건물.
- 1953년 9월 1일 - 오사카 시영 트롤리 버스, 오사카 역전 ~ 간자키바시간 개업.
- 1961년 4월 25일 - 조토 선과 니시나리 선을 합하여 오사카 환상선(순환선)으로 개칭.
- 1966년 7월 1일 - 오사카 시영 전차 오사카 역전 정류장 폐지 (전체 폐지는 1969년).
- 1969년 10월 1일 - 오사카 시영 트롤리 버스, 오사카 역전으로부터 철거.
- 1979년 12월 15일 - 4대 역사로 북쪽 역 빌딩 완성.
- 1983년 4월 27일 - 오사카 터미널 빌딩 '아쿠티 오사카' 개업.
- 1987년 4월 1일 - 일본국유철도 분할 민영화에 따라서 서일본 여객철도의 관할이 됨.
- 1991년 4월 23일 - 오사카 역 개장 완성. 대합소 '여행자들의 종' 제막. 동쪽 출구를 미도스지 출구로, 북쪽 출구를 미도스지 북쪽 출구로, 서쪽 출구를 사쿠라바시 출구로 명명.
- 1997년 - 자동 개찰기 설치.
- 2003년 4월 23일 - 중앙 콩코스 남측에 설치된 '모래 시계' 제막. 8월에 '샌드 판타지'로 명명.
- 2005년 3월 1일 - 동쪽 가역사 '플로트 코트' 개업.
- 2005년 4월 8일 - 서쪽 가역사 '여행 코트' 개업.
- 2006년 10월 16일 - 오사카 역 개량 공사 본격 실시.
- 2011년 3월 31일 - '갸레 오사카' 폐관.
- 2011년 5월 4일 - 5대 역사와 '오사카 스테이션 시티' 개업.
- 2011년 5월 24일・6월 1일 - 버스터미널이 북쪽 출구에 집약됨.(오사카 시영 버스는 5월 21일부터, 서일본 JR 버스는 6월 1일부터)
- 2011년 6월 16일 - 갸레 오사카 서관 자리에 'ALBi' 개관.
- 2012년 6월 30일 - '플로트 코트' 폐업.
- 2012년 10월 31일 - '에키마루세 오사카' 개업.
- 2012년 경 - '여행 코트' 폐업.
- 2023년 3월 18일: 지하 홈(21번~24번 승강장)이 우메다 화물선에 개업. 특급 「하루카」 「쿠로시오」의 정차역에 참가한 것 외에 오사카히가시 선의 종점역이 된다.

## 사진

### 출입구・개찰구

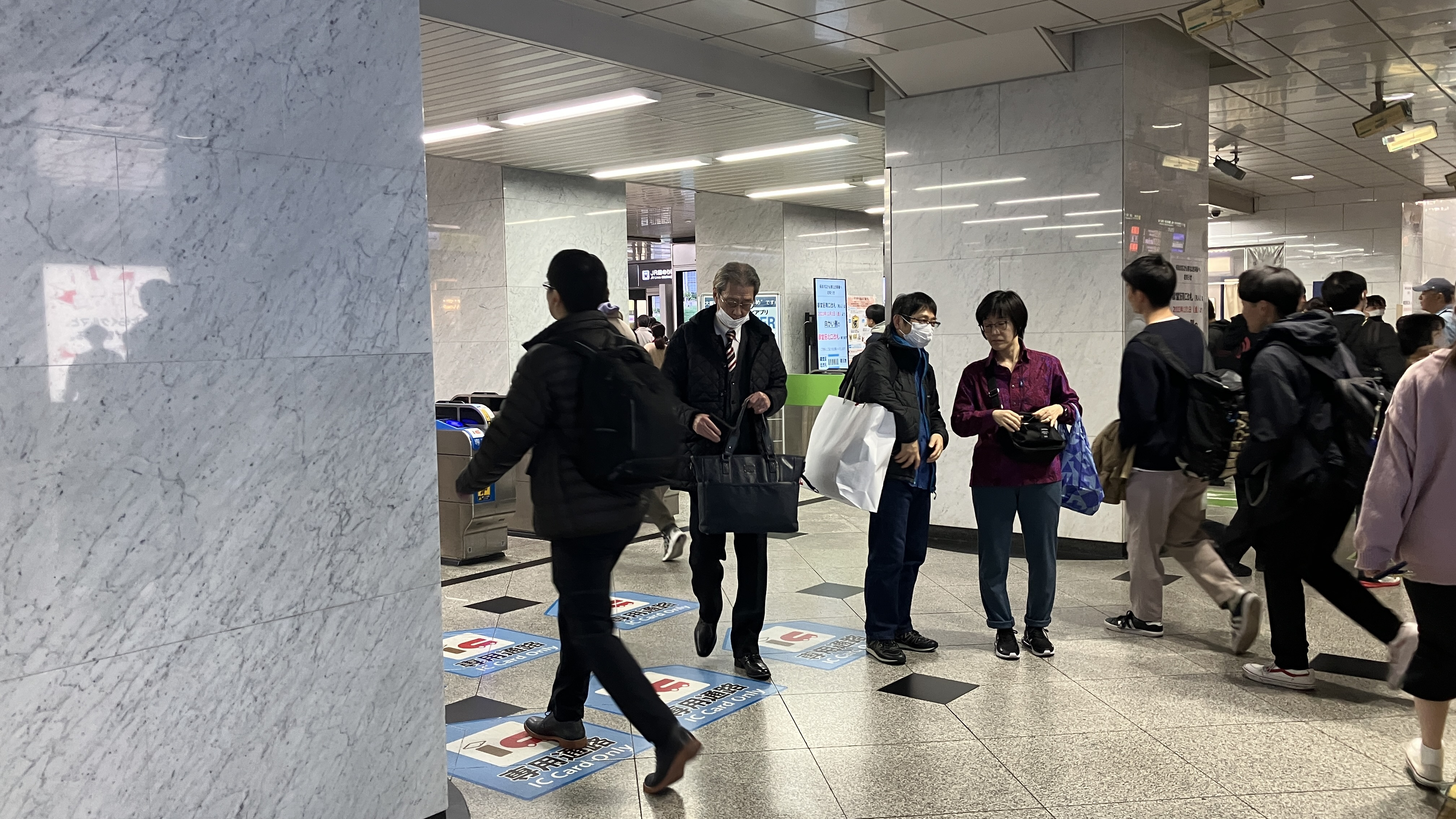
미도스지구
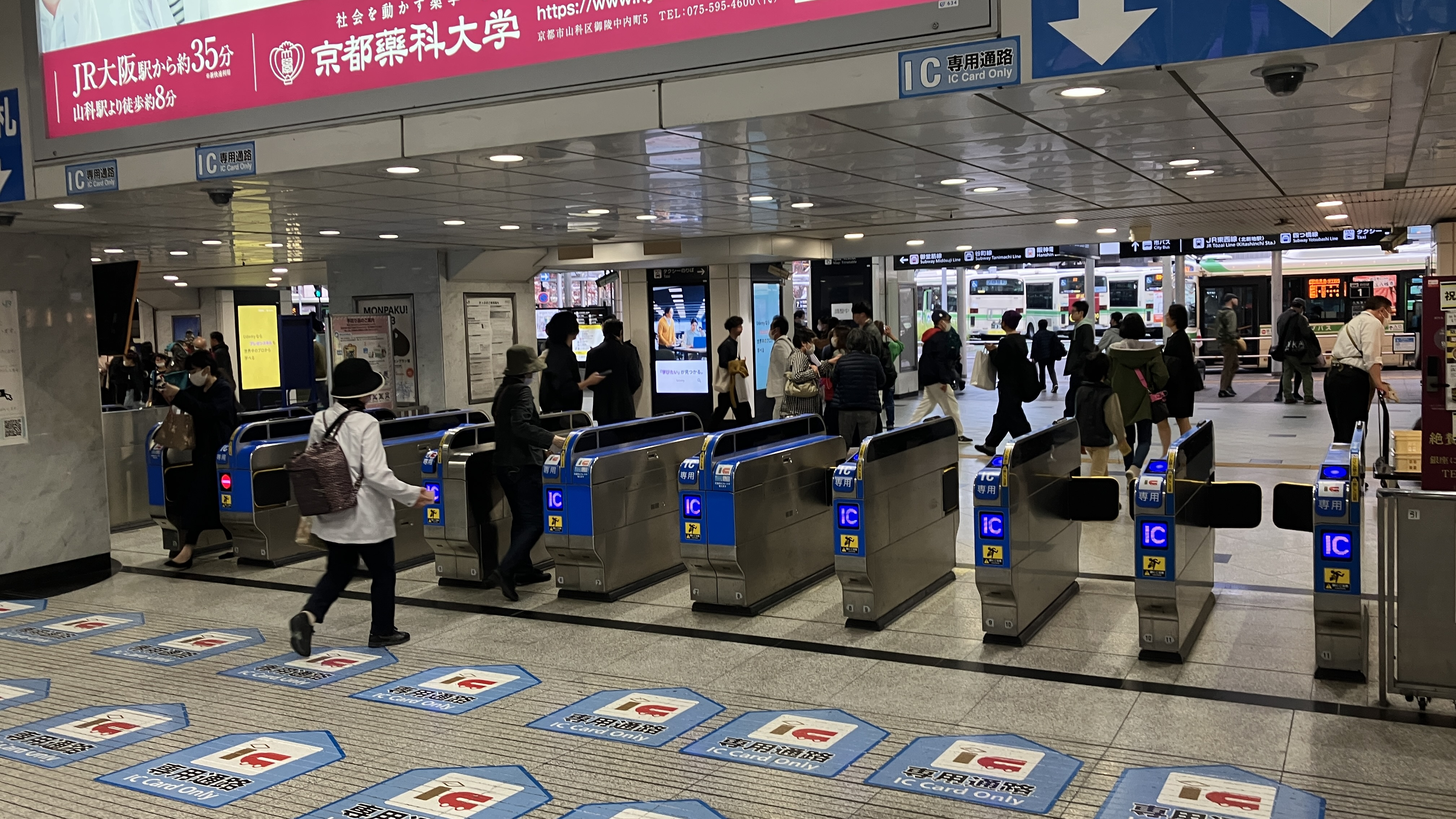
남구
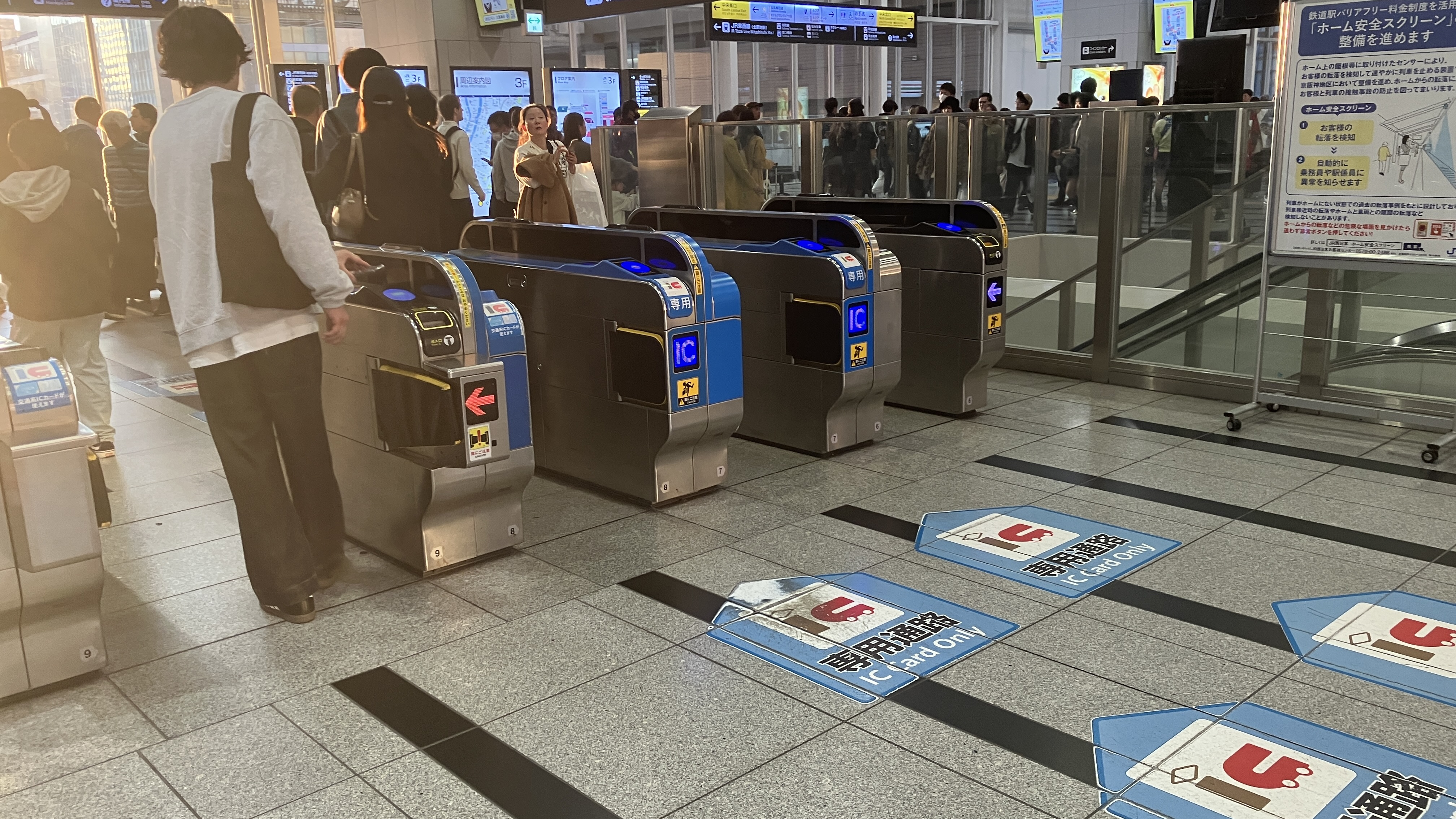
연락 다리구
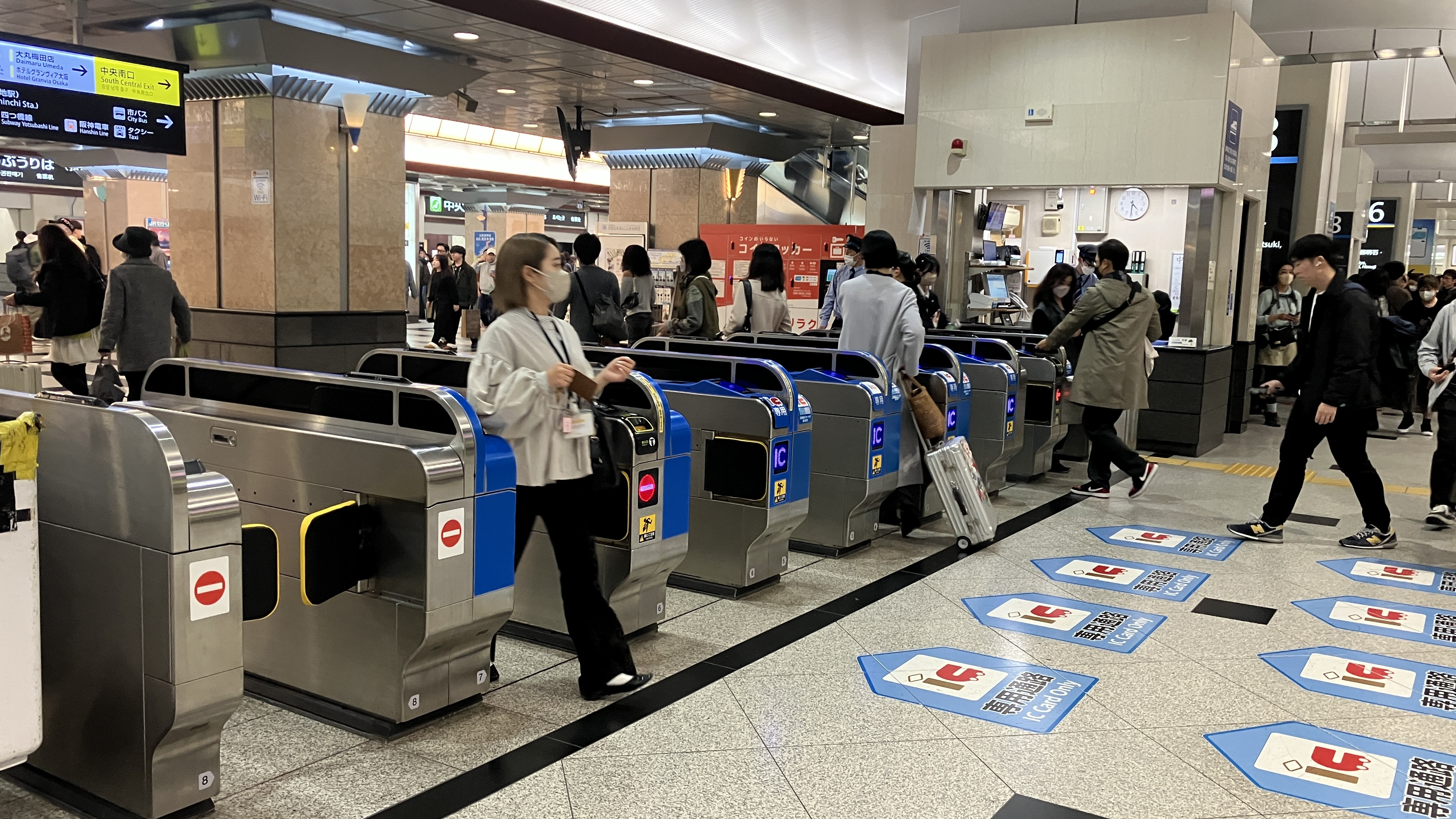
중앙구
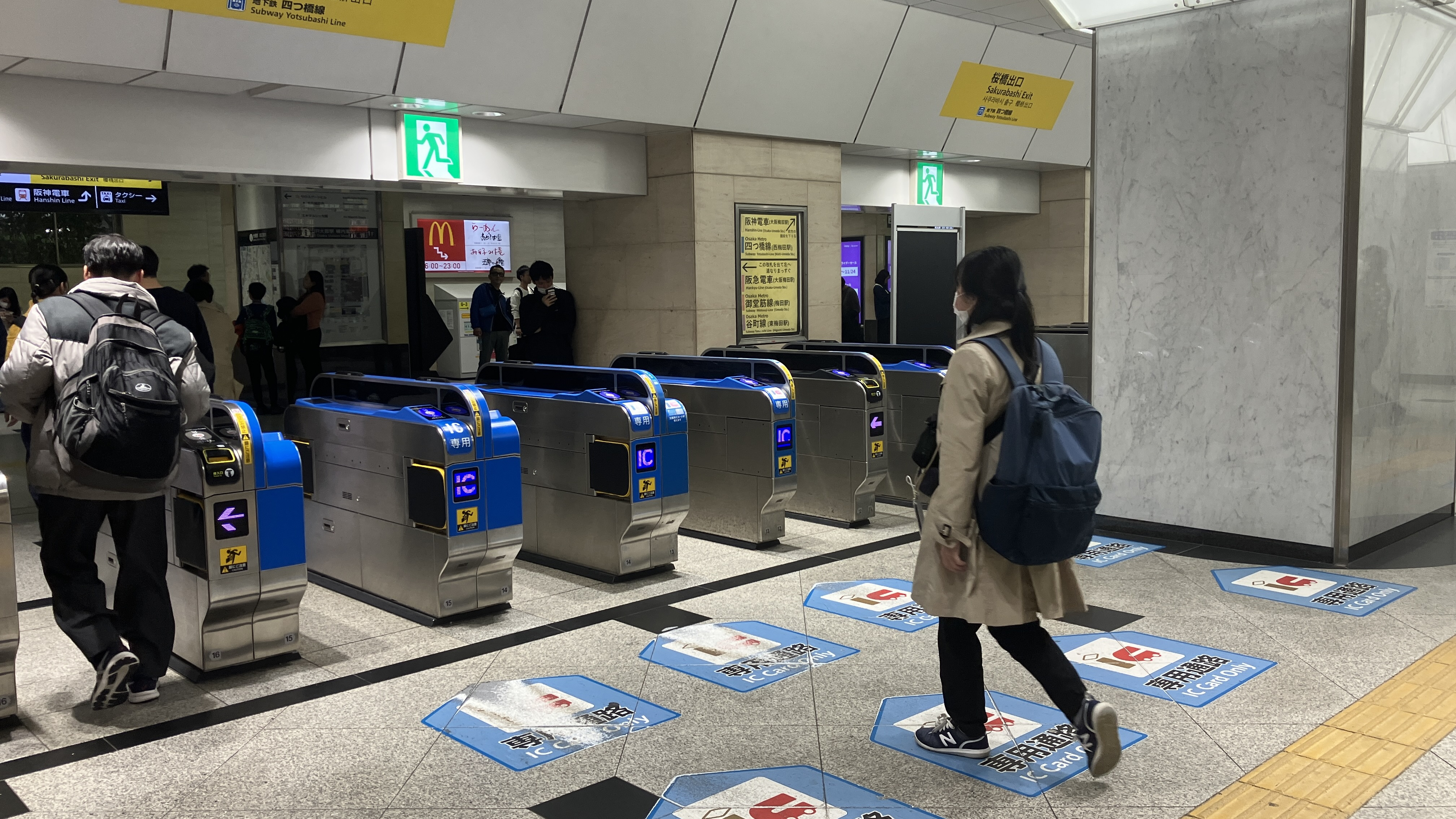
사쿠라바시구
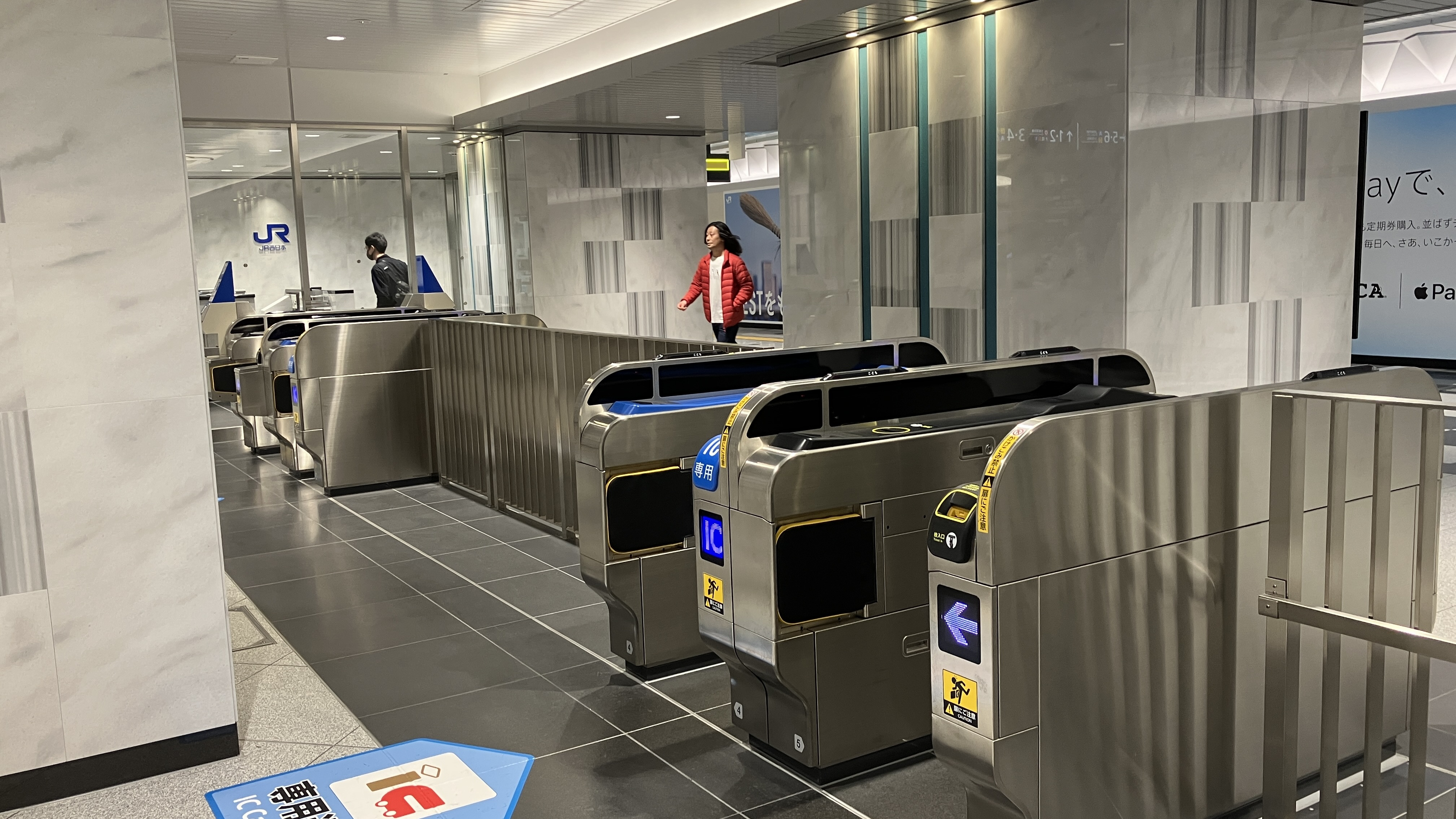
서구

### 승강장
- 21 22번 승강장
- 23 24번 승강장

## 인접역 정보
| 서일본 여객철도 도카이도 본선                                                     | 서일본 여객철도 도카이도 본선                        | 서일본 여객철도 도카이도 본선 |
| --------------------------------------------------------------------------------- | ---------------------------------------------------- | ----------------------------- |
| 신오사카 쓰루가 방면                                                              | ■ JR 교토 선 · JR 고베 선 신쾌속 · 쾌속              | 아마가사키 히메지 방면        |
| 신오사카 교토 방면                                                                | ■ JR 교토 선 · JR 고베 선 보통                       | 쓰카모토 니시아카시 방면      |
| 시·종착역                                                                         | ■ JR 다카라즈카 선 쾌속 · 단바지 쾌속 당역 발착 보통 | 아마가사키 후쿠치야마 방면    |
| 신오사카 다카쓰키 방면                                                            | ■ JR 다카라즈카 선 JR 교토 선 직결 보통              | 쓰카모토 신산다 방면          |
| 서일본 여객철도 오사카 순환선                                                     |                                                      |                               |
| 시·종착역                                                                         | ■ 야마토지 선 직결 야마토지 라이너                   | 신이마미야 가모 방면          |
| 덴마 외선 순환                                                                    | ■ 오사카 순환선 쾌속 등급 이상1                      | 니시쿠조 내선 순환            |
| 덴마 외선 순환                                                                    | ■ 오사카 순환선 직통쾌속 등급 이하2                  | 후쿠시마 내선 순환            |
| 1. 야마토지 쾌속, 기슈지 쾌속, 간사이 공항 쾌속, 쾌속 2. 직통쾌속, 구간쾌속, 보통 |                                                      |                               |

## 같이 보기
- 우메다역